# Ventridens gularis
Ventridens gularis är en snäckart som först beskrevs av Thomas Say 1822.  Ventridens gularis ingår i släktet Ventridens och familjen Zonitidae. Inga underarter finns listade i Catalogue of Life.